# Megaceraea
Neomariania là một chi bướm đêm thuộc họ Blastobasidae.